# شيفة (الريف الشرقي)
شيفة (بالفارسية: شیفه) هي منطقة سكنية تقع في إيران في قسم الريف الشرقي الريفي. يقدر عدد سكانها بـ 73 نسمة بحسب إحصاء 2016.